# Kathleen Noone
Kathleen Noone född den 8 januari 1945 i Hillsdale i New Jersey i USA är en amerikansk skådespelerska som är mest känd för sina roller som Ellen Shepherd Dalton i dagtidssåpan All My Children mellan 1977 och 1989, Claudia Whittaker i TV-serien Knots Landing mellan 1990 och 1993 och Bette Katzenkazrahi i dagtidssåpan Sunset Beach mellan 1997 och 1999. För sin roll i All My Children vann hon en Emmy Award 1987.